# × Ixyoungia yendoi
× Ixyoungia yendoi là một loài thực vật có hoa nguồn gốc lai ghép trong họ Cúc. Loài này được Siro Kitamura (北村四郎, Bắc Thôn Tứ Lang, 1906-2002) miêu tả khoa học đầu tiên năm 1942. Kitamura coi nó là lai ghép của 2 loài Ixeris stolonifera và Youngia japonica. Kitamura cũng ghi nhận loài thứ hai của chi lai ghép × Ixyoungia (= Ixeris × Youngia) là × Ixyoungia sekimotoi = Ixeris debilis × Youngia japonica.

## Lưu ý
The Plants List và World Flora Online ghi nhận danh pháp Sonchus yendoi với dẫn nguồn tới TICA (The International Compositae Alliance) theo liên kết GCC-6EAD87D3-7CFE-4236-A045-9C3DDA48ABFE (liên kết hỏng), và thông tin công bố gốc dẫn chiếu tới Acta Phytotax. Geobot. 11: 131 (1942) - chính là bài báo năm 1942 của Kitamura về Ixyoungia yendoi như đề cập trên đây. Tuy nhiên, hiện tại tra cứu cơ sở dữ liệu của TICA chỉ có Ixyoungia yendoi Lưu trữ ngày 16 tháng 1 năm 2023 tại Wayback Machine mà hoàn toàn không có Sonchus yendoi.

## Phân bố
Loài lai ghép này là đặc hữu Nhật Bản.